# Marie-Ève Pelletier
Marie-Ève Pelletier (* 18. Mai 1982 in Repentigny, Québec) ist eine ehemalige  kanadische Tennisspielerin.

## Karriere
Pelletier begann im Alter von fünf Jahren mit dem Tennissport. Laut ITF-Profil bevorzugte sie dabei den Hartplatz.
Sie gewann auf dem ITF Women’s Circuit drei Einzel- und mit wechselnden Partnerinnen insgesamt 25 Doppeltitel.
Zwischen 2002 und 2012 spielte sie für die kanadische Fed-Cup-Mannschaft 40 Partien, dabei konnte sie 25 Siege feiern.
Ihre Erstrundenpartie bei den Australian Open im Jahr 2013 war zunächst ihr letztes Match auf der Profitour. Beim WTA-Turnier in Québec im September 2015 versuchte sie ein Comeback, scheiterte dort aber bereits in der ersten Runde der Qualifikation.

## Turniersiege

### Einzel
| Nr. | Datum           | Turnier        | Kategorie   | Belag     | Finalgegnerin       | Ergebnis      |
| --- | --------------- | -------------- | ----------- | --------- | ------------------- | ------------- |
| 1.  | 7. Mai 2000     | Virginia Beach | ITF $25.000 | Sand      | Rossana de los Ríos | 7:65, 6:2     |
| 2.  | 30. Januar 2005 | Waikoloa       | ITF $50.000 | Hartplatz | Hana Šromová        | 4:6, 6:1, 6:4 |
| 3.  | 10. Juni 2012   | El Paso        | ITF $25.000 | Hartplatz | Ashley Weinhold     | 7:5, 6:4      |

### Doppel
| Nr. | Datum          | Turnier         | Kategorie      | Belag     | Partnerin            | Finalgegnerinnen                          | Ergebnis                 |
| --- | -------------- | --------------- | -------------- | --------- | -------------------- | ----------------------------------------- | ------------------------ |
| 1.  | August 1999    | Baltimore       | ITF $10.000    | Hartplatz | Lauren Kalvaria      | Candice De La Torre Nadia Johnston        | 7:6, 6:3                 |
| 2.  | Januar 2006    | Waikoloa        | ITF $50.000    | Hartplatz | Chan Chin-wei        | Julie Ditty Lilia Osterloh                | 7:5, 4:6, 6:2            |
| 3.  | Mai 2006       | Charlottesville | ITF $50.000    | Sand      | Sunitha Rao          | Maria Fernanda Alves Lilia Osterloh       | 6:76, 6:2, 6:3           |
| 4.  | Juli 2006      | Périgueux       | ITF $25.000    | Sand      | Monique Adamczak     | Nina Brattschikowa Lioudmila Skavronskaia | 6:3, 6:4                 |
| 5.  | Oktober 2006   | San Luis Potosí | ITF $25.000    | Hartplatz | Monique Adamczak     | Maria-Jose Argeri Carla Tiene             | 6:72, 6:4, 6:4           |
| 6.  | Juni 2007      | Galatina        | ITF $25.000    | Sand      | Eva Hrdinová         | Stefania Chieppa Darja Kustawa            | 6:1, 7:64                |
| 7.  | Juli 2007      | Périgueux       | ITF $25.000    | Sand      | Eva Hrdinová         | Julija Bejhelsymer Jewhenija Sawranska    | 3:6, 7:5, 6:1            |
| 8.  | August 2007    | Vancouver       | ITF $50.000    | Hartplatz | Stéphanie Dubois     | Soledad Esperón Agustina Lepore           | 6:4, 6:4                 |
| 9.  | September 2007 | Denain          | ITF $75.000    | Sand      | Eva Hrdinová         | Timea Bacsinszky Karolina Kosinska        | 6:3, 6:2                 |
| 10. | Mai 2008       | Saint-Gaudens   | ITF $50.000    | Sand      | Hsieh Su-wei         | Chanelle Scheepers Aurélie Védy           | 6:4, 6:0                 |
| 11. | Oktober 2008   | Toronto         | ITF $50.000    | Hartplatz | Stéphanie Dubois     | Nikola Fraňková Carmen Klaschka           | 6:4, 6:3                 |
| 12. | Mai 2009       | Cagnes-sur-Mer  | ITF $100.000+H | Sand      | Julie Coin           | Erica Krauth Anna Tatischwili             | 6:4, 6:3                 |
| 13. | November 2009  | Poitiers        | ITF $100.000   | Hartplatz | Julie Coin           | Marta Domachowska Michaëlla Krajicek      | #Doppel 6:3, 3:6, [10:3] |
| 14. | Oktober 2010   | Bayamon         | ITF $25.000    | Hartplatz | Maria Fernanda Alves | María Irigoyen Florencia Molinero         | 7:65, 6:4                |
| 15. | April 2011     | Pelham          | ITF $25.000    | Sand      | Līga Dekmeijere      | Kimberly Couts Heidi El Tabakh            | 2:6, 6:4, [12:10]        |
| 16. | April 2011     | Jackson         | ITF $25.000    | Sand      | Sharon Fichman       | Eva Hrdinová Nathalie Piquion             | 7:61, 7:63               |
| 17. | Mai 2011       | Charlottesville | ITF $50.000    | Sand      | Sharon Fichman       | Julie Ditty Carly Gullickson              | 6:4, 6:3                 |
| 18. | Mai 2011       | Raleigh         | ITF $50.000    | Sand      | Sharon Fichman       | Beatrice Capra Asia Muhammad              | 6:1, 6:3                 |
| 19. | November 2011  | Toronto         | ITF $50.000    | Hartplatz | Gabriela Dabrowski   | Tímea Babos Jessica Pegula                | 7:5, 6:75, [10:4]        |
| 20. | April 2012     | Pelham          | ITF $25.000    | Sand      | Julie Coin           | Jelena Bowina Jekaterina Bytschkowa       | 7:5, 6:4                 |
| 21. | Mai 2012       | Raleigh         | ITF $25.000    | Sand      | Gabriela Dabrowski   | Alexandra Mueller Asia Muhammad           | 6:4, 4:6, [10:5]         |
| 22. | Juli 2012      | Rom             | ITF $25.000    | Sand      | Laura Thorpe         | Julia Cohen Walentina Iwachnenko          | 6:0, 3:6, [10:8]         |
| 23. | Juli 2012      | Denver          | ITF $50.000    | Hartplatz | Shelby Rogers        | Lauren Embree Nicole Gibbs                | 6:3, 3:6, [12:10]        |
| 24. | Juli 2012      | Waterloo        | ITF $50.000    | Sand      | Sharon Fichman       | Shūko Aoyama Gabriela Dabrowski           | 6:2, 7:5                 |
| 25. | Juli 2012      | Granby          | ITF $25.000    | Hartplatz | Sharon Fichman       | Shūko Aoyama Miki Miyamura                | 4:6, 7:5, [10:4]         |